# Paraheminodus
Paraheminodus is een geslacht van straalvinnige vissen uit de familie van pantserponen (Peristediidae).

## Soorten
- Paraheminodus murrayi (Günther, 1880)
- Paraheminodus kamoharai Kawai, Imamura & Nakaya, 2004
- Paraheminodus laticephalus (Kamohara, 1952)
- Paraheminodus longirostralis Kawai, Nakaya & Séret, 2008